# 3050 Carrera
3050 Carrera este un asteroid din centura principală, descoperit pe 13 iulie 1972 de Carlos Torres.